# جكوك
جكوك  أو الچ‍كوك هي حي سكني في شمال بغداد رقم المحلة 440، تابع لقضاء الكاظمية، يقع شرقيّ منطقة الشعلة، وأصل «چ‍كوك» هو اسم عشيرة عربيّة سكنت في تلك المنطقة وكان عملهم الاحتطاب. وعقب الاحتلال الأمريكي، جاءت عوائل متنوعة كثيرة إلى جكوك واستقرت عشوائياً، قُدّر عددههم ب20 ألف ساكن، متعددي الأصول، غيرَ أن أكثرهم من جنوب العراق، قال عبد الحسن الفتلاوي أول مدير عام لبلدية الشعلة «في عام 2006 تم تشكيل بلدية الشعلة وعند دراسة مستوى النفوس والمساحة، تم استحداث مركز بلدي في جكوك، لأن ذلك يزيد الميزانية (التخصيصات المالية) ويتبعه زيادة الأيدي العاملة والآليات».

## معالم
- جامع الصحابة: أنشأته جمعية الإمام أبي حنيفة، ووضعت حجره الأساس في 26 جمادى الآخرة سنة 1392 هـ الموافق 2 آب سنة 1972.[5]
- مسجد قمر بني هاشم.[6]

## زيارة أنجلينا جولي
في 23 تموز سنة 2009، زرات الممثلةُ المشهورةُ سفيرة النوايا الحسنة أنجلينا جولي مخيماً مؤقتاً في جكوك فيه 20 ألف نازح من قضاء أبي غريب وضواحي غرب بغداد، أكثرهم نساء وأطفال، وقد كانت المنطقة مهملة ضعيفة الخدمات.